# Olivier van Beemen
Olivier van Beemen (Haarlem, 1979) is een Nederlandse onderzoeksjournalist en schrijver.

## Leven en werk
Na voltooide studies Franse taal en cultuur en journalistiek aan de Universiteit van Amsterdam vestigde Van Beemen zich in 2002 in Parijs. Daar was hij tien jaar lang Frankrijk-correspondent en schreef hij voor diverse Nederlandse en Belgische media: Het Financieele Dagblad, Elsevier, Het Parool, persbureau GPD, Knack en De Tijd. In 2012 verhuisde hij naar Amsterdam. Sindsdien legt hij zich toe op onderzoeksjournalistiek met een focus op Afrika. Hij publiceert in Follow the Money, De Groene Amsterdammer en NRC, en heeft ook geschreven voor The Guardian, Le Monde en Mediapart.

### Onderzoek naar Heineken
Hij deed zes jaar lang onderzoek naar de activiteiten van bierbrouwer Heineken in Afrika, wat resulteerde in de boeken Heineken in Afrika (2015) en Bier voor Afrika (2018) en talrijke krantenartikelen en een radioreportage voor het historische radioprogramma OVT. Bier voor Afrika verscheen in vijf talen. Van Beemen onthulde dat Heineken een belangrijke rol had gespeeld bij de genocide in Rwanda (1994) en bij de omstreden herverkiezing van president Pierre Nkurunziza in Burundi in 2015. Bovendien was er sprake van seksueel misbruik van zogenoemde promotiemeisjes die Heineken in veel Afrikaanse landen inzet om de verkoop te stimuleren. Naar aanleiding hiervan verwijderde de ASN Bank Heineken in 2018 uit een duurzaam aandelenfonds en zegde The Global Fund datzelfde jaar een partnerschap met de bierbrouwer op.
In 2023 onthulde hij in Follow the Money dat Heineken een eerdere belofte had gebroken niet langer in Rusland te investeren, na de Russische invasie van Oekraïne, die begon in februari 2022. Heineken lanceerde in 2022 liefst 61 nieuwe producten, waaronder alternatieven voor merken die wel uit Rusland waren vertrokken, zoals Guinness en Coca Cola. Minister Wopke Hoekstra (Buitenlandse Zaken) noemde de investeringen van Heineken ‘moreel niet uit te leggen’. 
Tussen 2020 en 2024 deed Van Beemen onderzoek naar de natuurbeschermingsorganisatie African Parks, medeopgericht door Paul Fentener van Vlissingen. Daarover schreef hij het boek Ondernemers in het wild (2024), met getuigenissen van martelpraktijken tegen vermeende stropers. African Parks bedreigde de auteur en zijn uitgever Prometheus met een miljoenenclaim indien donoren, zoals de Nationale Postcode Loterij, hun steun zouden intrekken. Tijdens het onderzoek bracht Van Beemen samen met journalist Flore Nobime vier dagen in detentie door in Benin, op verdenking van spionage. Nobime werd vrijgelaten, van Beemen werd het land uitgezet. Er was bij de verschijning van het boek meteen belangstelling van de internationale media. 
Het boek is inmiddels verschenen in het buitenland. De Duitse vertaling verscheen in het najaar van 2024 bij C.H. Beck Verlag, onder de titel Im namen der Tiere. Uitgeverij Rue de l'échiquier bracht onder de titel Au nom de la nature een Franse versie op de markt in februari 2025.  

## Prijzen en onderscheidingen
Van Beemen won voor zijn onderzoek naar Heineken in Afrika samen met Femke van Zeijl en Laura Stek de Tegel (categorie publieksprijs, 2019) en werd voor datzelfde onderzoek genomineerd voor de Free Press Award (2019). Heineken in Africa werd genomineerd voor de African Business Book of the Year Award (2023) en voor zijn onderzoek naar Heineken in Rusland ontving hij een nominatie voor De Loep (2023). In 2006 werd hij genomineerd voor Het Gouden Pennetje voor zijn berichtgeving over de geweldsuitbraak in de Franse voorsteden (2005). In 2025 won hij de Brusseprijs van het Fonds Bijzondere Journalistieke Projecten (BJP) voor Ondernemers in het wild.
- Bibsys: 1656998780405
- Bibliothèque nationale de France: cb16970431c (data)
- Gemeinsame Normdatei: 1179201507
- International Standard Name Identifier: 0000 0003 6883 2914
- Library of Congress Control Number: n2011070669
- Nederlandse Thesaurus van Auteursnamen: 322223733
- Système universitaire de documentation: 230660703
- Virtual International Authority File: 280547732
- WorldCat: E39PCjHWTbJwPG4R8YbBYQ9TDy